# NGC 4092
NGC 4092 este o galaxie activă situată în constelația Părul Berenicei. A fost descoperită în 26 aprilie 1785 de către William Herschel. Se află la o distanță de 98,24 de megaparseci de Pământ.